# Thalassarachna capuzina
Thalassarachna capuzina är en kvalsterart som först beskrevs av Lohmann 1893.  Thalassarachna capuzina ingår i släktet Thalassarachna och familjen Halacaridae. Arten är reproducerande i Sverige. Inga underarter finns listade i Catalogue of Life.